# 埃默森·卡瓦略·达席尔瓦
埃默森·卡瓦略·达席尔瓦（Emerson Carvalho da Silva ，1975年1月5日—）是一名巴西已退役足球运动员。埃默森長期效力於葡萄牙人竞技俱乐部。他於2007年退役。
2000年，埃默森·卡瓦略·达席尔瓦代表巴西國家足球隊出戰3场比赛，其中包括2002年世界杯南美區预选赛巴西对阵玻利維亞國家足球隊的比赛。 